# Lazica
La Lazica (in georgiano ეგრისი?, Egrisi; laz: ლაზიკა, Laziǩa; in greco Λαζική?, Lazikí; in persiano لازستان‎, Lâzestân; in armeno Եգեր?, Yeger) è stato un regno caucasico esistito nell'antichità classica, nel tardo antico e nell'alto medioevo.

## Storia
Quando il regno vassallo romano della Colchide crollò, sul suo territorio si formarono cinque regni, il più grande dei quali era Lazica (in latino Lasica), abitato principalmente dai Lasi. Tra questi, Lazica acquisì sempre più potere. Le città portuali sul Mar Nero persero in gran parte la loro importanza per il commercio in questo periodo, ma erano necessarie per la difesa e furono quindi ampliate come fortezze. Truppe romane erano stanziate in diverse città portuali di Lazica, persino una truppa di cavalleria a Dioscurias. Tuttavia, i Romani controllavano ormai solo la costa.
Il regno fiorì tra il I secolo a.C. e il VII secolo d.C. Si estendeva su parte del territorio del precedente regno della Colchide e annesse in seguito l'odierna Abcasia. A partire dal III secolo d.C. il regno fu vassallo dell'Impero romano, tranne durante la guerra lazica combattuta tra il 541 e il 562 quando fu vassallo sasanide. Il vassallagio romano terminò nel corso del VII secolo quando il regno di Lazica fu annesso all'impero stesso.
Agli inizi del IV secolo, venne istituita in questo regno una diocesi a Pezonda (Bichvinta in Georgiano). Nel 325 tra i partecipanti al Primo Concilio di Nicea vi era il Vescovo di Pezonda, Stratofilo. Il primo re cristiano di Lazica fu Gubazes I, e nel V secolo il cristianesimo divenne la religione ufficiale del regno. La Cattedrale di Pezonda è uno dei più antichi monumenti dell'architettura georgiana cristiana e venne costruita dal re Bagrat III nel tardo X secolo. Fu sotto questo monarca che la Lazica portò a termine l'unione della Georgia in unico stato: in seguito all'annessione delle regioni orientali del Caucaso si formò al posto di Egrisi il Regno di Georgia.